# 莉娜·海德里希
莉娜·海德里希（Lina Heydrich，1911年6月14日—1985年8月14日），婚前姓冯·奥斯滕（von Osten），是萊因哈德·海德里希的妻子。

## 生平
莉娜生於石勒苏益格-荷尔斯泰因省的離島费马恩，父亲是个小贵族，而且是村里的教师。莉娜于1929年加入纳粹党，于1930年12月结识海德里希。二人于1931年12月26日结婚，婚后育有4个孩子。
二战结束后，莉娜于1976年出版了回忆录。在战后的岁月里，她曾与数位作家沟通，给很多报社写过订正信，至死都在捍卫曾经的丈夫海德里希的声誉。